# Animalización
La animalización es una figura literaria que consiste en dotar de cualidades propias de los animales a los seres humanos, siendo la persona el objeto real y el animal, el imaginario.

## Breve historia de su paso por la literatura española
Esta figura es típica del naturalismo, aunque en la literatura española no es muy frecuente, debido a que la religiosidad característica de este país chocaba frontalmente con este movimiento literario, que otorgaba el motivo de los actos de las personas a la naturaleza y personas que nos rodean, influidos estos últimos a su vez también por más de lo mismo. Todo esto contra la Iglesia que tenía bastante poder durante la época del realismo en dicho país 